# Dere apicalis
Dere apicalis är en skalbaggsart som först beskrevs av Charles Joseph Gahan 1898.  Dere apicalis ingår i släktet Dere och familjen långhorningar.
Artens utbredningsområde är:
- Kenya.
- Moçambique.
- Sri Lanka.

Inga underarter finns listade i Catalogue of Life.